# Електрометалургійний завод у Бені-Суейф
Електрометалургійний завод у Бені-Суейф – підприємство чорної металургії Єгипту, майданчик якого знаходиться неподалік від міста Бені-Суейф.
Проект реалізувала компанія Egyptian Steel. Його основними елементами стали:
- електродугова піч, здатна щорічно виплавляти 830 тисяч тон сталі. На момент запуску 80% сировини для неї становив металобрухт;
- машина безперервного лиття сортової заготовки;
- прокатний стан, розрахований на випуск 530 тисяч тон будівельної арматури на рік.
300 тисяч тон заготовки призначено для використання за межами заводу в Бені-Суейфі, при цьому можливо відзначити, що Egyptian Steel має два прокатні заводи, що не володіють власними сталеплавильними потужностями.